# Svend Pri
Svend Andersen Pri (* 18. März 1945 in Kopenhagen; † 8. Juni 1983 ebenda) war ein dänischer Badmintonspieler.

## Karriere
Svend Pri war einer der bedeutendsten Badmintonspieler der 1970er Jahre. Er schaffte es bei Welt- und Europameisterschaften nie bis ganz nach oben aufs Treppchen, redete aber bei allen großen Entscheidungen immer ein Wort mit. Als größte Erfolge verzeichnet er den Gewinn der Silbermedaille im Herreneinzel bei der ersten Badminton-Weltmeisterschaft 1977 sowie vier Titel bei den All England. Wegen familiärer und finanzieller Probleme setzte Svend Pri seinem Leben am 8. Juni 1983 selbst ein Ende.

## Sportliche Erfolge
| Saison    | Veranstaltung                                         | Disziplin    | Platz | Name                                                        |
| --------- | ----------------------------------------------------- | ------------ | ----- | ----------------------------------------------------------- |
| 1960/1961 | Dänemark: Einzelmeisterschaften der Junioren U17      | Herreneinzel | 1     | Svend Pri, Amager                                           |
| 1961/1962 | Dänemark: Einzelmeisterschaften der Junioren U17      | Herreneinzel | 1     | Svend Pri, Amager                                           |
| 1962/1963 | Dänemark: Einzelmeisterschaften der Junioren U19      | Herreneinzel | 1     | Svend Andersen, Amager BC                                   |
| 1963      | Norwegian International                               | Mixed        | 1     | Svend Pri / Liselotte Nielsen                               |
| 1963/1964 | Dänemark: Einzelmeisterschaften der Junioren U19      | Herreneinzel | 1     | Svend Andersen, Amager BC                                   |
| 1965/1966 | Dänemark: Einzelmeisterschaften                       | Herreneinzel | 1     | Svend Pri, Amager BC                                        |
| 1965/1966 | Dänemark: Internationale Meisterschaften              | Herreneinzel | 1     | Svend Pri                                                   |
| 1966      | Schweden: Internationale Meisterschaften              | Herreneinzel | 1     | Svend Andersen                                              |
| 1966/1967 | Dänemark: Internationale Meisterschaften              | Mixed        | 1     | Svend Pri / Ulla Strand                                     |
| 1967      | Schweden: Internationale Meisterschaften              | Herreneinzel | 1     | Svend Andersen                                              |
| 1967      | Schweden: Internationale Meisterschaften              | Herrendoppel | 1     | Svend Andersen / Per Walsøe                                 |
| 1967      | England: Internationale Meisterschaften – All England | Herrendoppel | 2     | Svend Pri / Per Walsøe                                      |
| 1967      | England: Internationale Meisterschaften – All England | Mixed        | 1     | Svend Pri / Ulla Strand                                     |
| 1967/1968 | Dänemark: Einzelmeisterschaften                       | Mixed        | 1     | Svend Pri, Amager BC / Ulla Strand, Københavns BK           |
| 1967/1968 | Dänemark: Einzelmeisterschaften                       | Herreneinzel | 1     | Svend Pri, Amager BC                                        |
| 1968      | Schweden: Internationale Meisterschaften              | Mixed        | 1     | Svend Andersen / Ulla Strand                                |
| 1968      | Schweden: Internationale Meisterschaften              | Herreneinzel | 1     | Svend Andersen                                              |
| 1968      | Nordische Meisterschaften                             | Herrendoppel | 1     | Svend Pri / Per Walsøe                                      |
| 1968/1969 | Dänemark: Internationale Meisterschaften              | Herreneinzel | 1     | Svend Pri                                                   |
| 1968/1969 | Deutschland: Internationale Meisterschaften           | Herreneinzel | 1     | Svend Pri                                                   |
| 1968/1969 | Dänemark: Einzelmeisterschaften                       | Herreneinzel | 1     | Svend Pri Amager BC                                         |
| 1969      | Schweden: Internationale Meisterschaften              | Herrendoppel | 1     | Svend Andersen / Erland Kops                                |
| 1969      | Schweden: Internationale Meisterschaften              | Herreneinzel | 1     | Svend Andersen                                              |
| 1969      | Nordische Meisterschaften                             | Herrendoppel | 1     | Svend Pri / Per Walsøe                                      |
| 1969/1970 | Dänemark: Einzelmeisterschaften                       | Herrendoppel | 1     | Svend Pri, Amager BC / Per Walsøe, Gentofte BK              |
| 1969/1970 | Dänemark: Einzelmeisterschaften                       | Herreneinzel | 1     | Svend Pri Amager BC                                         |
| 1970      | Nordische Meisterschaften                             | Mixed        | 1     | Svend Pri / Ulla Strand                                     |
| 1970      | Schweden: Internationale Meisterschaften              | Herreneinzel | 1     | Svend Pri                                                   |
| 1970      | England: Internationale Meisterschaften – All England | Herreneinzel | 2     | Svend Pri                                                   |
| 1970      | England: Internationale Meisterschaften – All England | Herrendoppel | 3     | Svend Pri / Per Walsøe                                      |
| 1970      | Norwegen: Internationale Meisterschaften              | Mixed        | 1     | Svend Pri / Ulla Strand                                     |
| 1970      | Schweden: Internationale Meisterschaften              | Herrendoppel | 1     | Svend Pri / Per Walsøe                                      |
| 1970      | Nordische Meisterschaften                             | Herrendoppel | 1     | Svend Pri / Per Walsøe                                      |
| 1970      | Norwegen: Internationale Meisterschaften              | Herrendoppel | 1     | Svend Pri / Per Walsøe                                      |
| 1970/1971 | Dänemark: Internationale Meisterschaften              | Mixed        | 1     | Svend Pri / Ulla Strand                                     |
| 1970/1971 | Dänemark: Einzelmeisterschaften                       | Herrendoppel | 1     | Svend Pri, Amager BC / Per Walsøe, Gentofte BK              |
| 1970/1971 | Dänemark: Einzelmeisterschaften                       | Mixed        | 1     | Svend Pri, Amager BC / Ulla Strand, Københavns BK           |
| 1971      | Niederlande: Internationale Meisterschaften           | Herreneinzel | 1     | Svend Pri                                                   |
| 1971      | Nordische Meisterschaften                             | Herreneinzel | 1     | Svend Pri                                                   |
| 1971      | Nordische Meisterschaften                             | Herrendoppel | 1     | Erland Kops / Svend Pri                                     |
| 1971      | Schweden: Internationale Meisterschaften              | Herrendoppel | 1     | Svend Pri / Per Walsøe                                      |
| 1971      | England: Internationale Meisterschaften – All England | Herrendoppel | 3     | Svend Pri / Per Walsøe                                      |
| 1971      | England: Internationale Meisterschaften – All England | Mixed        | 1     | Svend Pri / Ulla Strand                                     |
| 1971      | Niederlande: Internationale Meisterschaften           | Herrendoppel | 1     | Erland Kops / Svend Pri                                     |
| 1971      | Norwegen: Internationale Meisterschaften              | Herreneinzel | 1     | Svend Pri                                                   |
| 1971/1972 | Dänemark: Einzelmeisterschaften                       | Herreneinzel | 1     | Svend Pri, Amager BC                                        |
| 1971/1972 | Dänemark: Einzelmeisterschaften                       | Mixed        | 1     | Svend Pri, Amager BC / Ulla Strand, Københavns BK           |
| 1971/1972 | Dänemark: Internationale Meisterschaften              | Herreneinzel | 1     | Svend Pri                                                   |
| 1972      | Niederlande: Internationale Meisterschaften           | Herrendoppel | 1     | Erland Kops / Svend Pri                                     |
| 1972      | All England                                           | Herreneinzel | 2     | Svend Pri                                                   |
| 1972      | All England                                           | Mixed        | 1     | Svend Pri / Ulla Strand                                     |
| 1972      | Nordische Meisterschaften                             | Herrendoppel | 1     | Svend Pri / Poul Petersen                                   |
| 1972      | Schweden: Internationale Meisterschaften              | Herreneinzel | 1     | Svend Pri                                                   |
| 1972      | Schweden: Internationale Meisterschaften              | Herrendoppel | 1     | Erland Kops / Svend Pri                                     |
| 1972/1973 | Dänemark: Einzelmeisterschaften                       | Mixed        | 1     | Svend Pri, Amager BC / Ulla Strand, Københavns BK           |
| 1972/1973 | Dänemark: Einzelmeisterschaften                       | Herreneinzel | 1     | Svend Pri, Amager BC                                        |
| 1972/1973 | Dänemark: Einzelmeisterschaften                       | Herrendoppel | 1     | Svend Pri, Amager BC / Poul Petersen, Østerbro BK           |
| 1973      | All England                                           | Mixed        | 3     | Svend Pri / Ulla Strand                                     |
| 1973      | All England                                           | Herreneinzel | 3     | Svend Pri                                                   |
| 1973      | Schweden: Internationale Meisterschaften              | Herreneinzel | 1     | Svend Pri                                                   |
| 1973      | Nordische Meisterschaften                             | Herreneinzel | 1     | Svend Pri                                                   |
| 1973      | India Open                                            | Herreneinzel | 1     | Svend Pri                                                   |
| 1973      | Schweden: Internationale Meisterschaften              | Herrendoppel | 1     | Poul Petersen / Svend Pri                                   |
| 1973/1974 | Dänemark: Einzelmeisterschaften                       | Herrendoppel | 1     | Svend Pri, Søllerød-Nærum IK / Poul Petersen, Østerbro BK   |
| 1973/1974 | Dänemark: Einzelmeisterschaften                       | Herreneinzel | 1     | Svend Pri, Søllerød-Nærum IK                                |
| 1973/1974 | Dänemark: Internationale Meisterschaften              | Herreneinzel | 1     | Svend Pri                                                   |
| 1974      | All England                                           | Herreneinzel | 3     | Svend Pri                                                   |
| 1974      | Niederlande: Internationale Meisterschaften           | Herreneinzel | 1     | Svend Pri                                                   |
| 1974      | Nordische Meisterschaften                             | Herreneinzel | 1     | Svend Pri                                                   |
| 1974      | Nordische Meisterschaften                             | Herrendoppel | 1     | Svend Pri / Poul Petersen                                   |
| 1974      | Europameisterschaft                                   | Herrendoppel | 2     | Svend Pri / Poul Petersen                                   |
| 1974/1975 | Dänemark: Einzelmeisterschaften                       | Herreneinzel | 1     | Svend Pri, Søllerød-Nærum IK                                |
| 1975      | All England                                           | Herreneinzel | 1     | Svend Pri                                                   |
| 1975      | Schweden: Internationale Meisterschaften              | Herreneinzel | 1     | Svend Pri                                                   |
| 1975/1976 | Dänemark: Internationale Meisterschaften              | Herreneinzel | 1     | Svend Pri                                                   |
| 1976      | All England                                           | Herrendoppel | 2     | Svend Pri / Steen Skovgaard                                 |
| 1976/1977 | Dänemark: Einzelmeisterschaften                       | Herrendoppel | 1     | Steen Skovgaard, Gentofte BK / Svend Pri, Søllerød-Nærum IK |
| 1977      | Nordische Meisterschaften                             | Herreneinzel | 1     | Svend Pri                                                   |
| 1977      | Weltmeisterschaft                                     | Herreneinzel | 2     | Svend Pri                                                   |
| 1978      | Niederlande: Internationale Meisterschaften           | Herrendoppel | 1     | Svend Pri / Jesper Helledie                                 |
| 1978      | Schweden: Internationale Meisterschaften              | Herreneinzel | 1     | Svend Pri                                                   |
| 1980      | Europameisterschaft                                   | Herreneinzel | 3     | Svend Pri                                                   |